# A応P
A応P（エーおうピー）は、2012年に結成された日本の女性アイドルグループである。2021年3月31日に解散した。

## 略歴
日経エンタテインメント!（日経BP）とアニメ専門チャンネルのアニメシアターXが共同で立ち上げた「アニメ“勝手に”応援プロジェクト」のなかで、「アニメを愛する女の子たちを集めたら何かできるかも？」として、2012年に結成されたユニットである。2015年には追加オーディションを行い新メンバーが加わった。また、2017年には候補生オーディションを経て妹分ユニット「A応P ZERO」が結成、2018年にA応Pの正規メンバーに昇格した。

## 年譜

### 2012年
- 4月5日、アニメ応援プロジェクト「アニメで戦う女の子!!」の実施と、「アニメで戦う女の子!!　第1期生」の募集を発表[4]。
- 9月、荻野沙織、小森未彩、桜奈里彩、清水川沙季、巴奎依、樋崎悠里子、広瀬ゆうきの7人で結成[3]。
- 9月20日 – 23日、「東京ゲームショウ 2012」参加[5][6]。
- 10月27日、LIVE GATE TOKYOにてファーストイベント「アニメ“勝手に”応援プロジェクト 2012年秋アニメ勝手にオフ会〜ついでにメンバーも紹介しちゃいます！〜」を開催[7]。

### 2013年
- 3月30日、AT-Xから「Never Say Never」でCDデビュー。
- 7月4日 – 7日、フランスで開催の「第14回 Japan Expo」に参加。海外での初イベントとなる。
- 10月11日、メンバー全員が出演するテレビ番組「あにむす!」のレギュラー放送が開始。

### 2014年
- 2月14日、日経BPにてオフィシャルサイトオープン。
- 4月4日 - 7月4日、テレビアニメ『監督不行届』のエンディングテーマ（過去のアニメ・特撮主題歌のカバー）の歌唱を担当。
- 4月6日 - 6月29日、テレビアニメ『ダイヤのA』26-37話のエンディングテーマ「未来へつなげ」をD応P（ダイヤのA応援プロジェクト）として、ダイヤのAの女性キャラクター役の声優、加地綾乃（若菜）、遠藤ゆりか（吉川春乃）、山口立花子（藤原貴子）、花守ゆみり（梅本幸子）、高橋花林（夏川唯）とA応Pメンバーとのユニットで担当。
- 8月20日、初の映像作品「A応P ドキュメント vol.1」をリリース。
- 11月15日、オフィシャルサイトの運営をAT-Xに変更。

### 2015年
- 1月30日、音楽ゲーム『BeatStream』とコラボレーションを実施[8]。
- 4月3日、新メンバー募集を発表[9]。
- 8月7日、新メンバー3名が加入[10]。
- 8月15日、メンバーカラーと「A応Pなないろプロジェクト」を発表。
- 10月6日 - 12月22日、テレビアニメ『おそ松さん』のオープニングテーマ「はなまるぴっぴはよいこだけ」を担当。A応P名義としてのアニメのタイアップは初となる。

### 2016年
- 1月5日 - 3月29日、テレビアニメ『おそ松さん』第2クールオープニングテーマ「全力バタンキュー」を担当。
- 2月10日、5thシングル「全力バタンキュー」をリリース。発売初週に2.5万枚を売り上げ、2月22日付けのオリコン週間シングルチャートでグループ初の初登場2位を獲得した[11][12][13]。
- 3月12日、第10回声優アワードで声優アワード特別賞を受賞[14]。
- 4月4日 - 6月20日、テレビアニメ『12歳。〜ちっちゃなムネのトキメキ〜』エンディングテーマ「Cotona MODE」を担当。
- 7月2日、e-Sports大会「RAGE」の公式テーマソング「Beyond the Games」を担当することを発表[15]。
- 7月9日 - 9月24日、テレビアニメ『タイムトラベル少女〜マリ・ワカと8人の科学者たち〜』オープニングテーマ「希望TRAVELER」を担当。また本編のキャストとして、福緒唯、巴奎依、広瀬ゆうき、桜奈里彩が出演。
- 8月6日、初のアルバム「A応P」（限定盤）をリリース（通常盤は13日発売）。
- 8月9日、オフィシャルサイト内にファンサイト「A応Pファンクラブ」をオープン（運営、株式会社SUKIYAKI）[16]。
- 10月3日 - 12月19日、テレビアニメ『12歳。〜ちっちゃなムネのトキメキ〜』セカンドシーズンオープニングテーマ「あのね、キミだけに」を担当。

### 2017年
- 1月6日 - 1月14日、舞台版『ロードス島戦記』オープニングテーマ「風のファンタジア」、挿入歌「クロニクルは止まらない」を担当。また本編のキャストとして、水希蒼が出演。
- 1月7日 - 4月30日、テレビアニメ『南鎌倉高校女子自転車部』オープニングテーマ「自転車に花は舞う」を担当。また本編のキャストとして、広瀬ゆうき、福緒唯が出演。
- 1月27日、メンバー候補生募集を発表[17]。
- 3月22日、新曲「超反応ガール」（テレビアニメ『AKIBA'S TRIP -THE ANIMATION-』第5話エンディング・テーマ）が収録されたコンピレーション・アルバム『AKIBA'S COLLECTION』がリリース。
- 4月6日、コナミアミューズメントのアーケード用音楽ゲーム『jubeat Qubell』と永谷園とのコラボレーションキャンペーン楽曲として「お茶づけ☆パラダイス」、「ちょちょいとちょいだよ夢浪漫」、「椀・of・Relaxation」、「拙者はSAMURAI FOOD」の4曲を担当。
- 5月20日、ライブイベント『AKIBA'S FESTIVAL』（3月にリリースされたコンピレーション・アルバム『AKIBA'S COLLECTION』の発売記念イベント）に出演。
- 5月28日、「A応Pの聖地巡礼！〜三大聖地を制覇せよ」FINAL!にて、旭優奈、河上英里子、工藤ひなき、小嶋凛、堤雪菜、春咲暖、星希成奏のメンバー候補生7人によるA応Pの妹分ユニット「A応P ZERO」の発足が発表。[18]
- 5月31日 - 9月28日、DMM GAMESのブラウザゲーム『おそ松さん ダメ松．コレクション〜6つ子の絆〜』オープニングテーマ「花咲か人生ええじゃないか！」を担当。
- 6月29日、オトメイトのPlayStation Vita用ゲームソフト『おそ松さん THE GAME はちゃめちゃ就職アドバイス -デッド オア ワーク-』オープニングテーマ「全力バタンキューREMIX」を担当。
- 7月11日 - 9月26日、テレビアニメ『異世界はスマートフォンとともに。』オープニングテーマ「Another World」を担当。また本編のキャストとして、福緒唯が出演。
- 10月1日 - 年末、候補生メンバーの旭優奈、工藤ひなき、春咲暖が、受験のため一時活動休止[19]（旭は11月21日[20]から、工藤と春咲は12月21日[21]から活動再開）。
- 10月3日 - 12月26日、テレビアニメ『おそ松さん』第2期オープニングテーマ「君氏危うくも近うよれ」を担当。

### 2018年
- 1月8日 - 3月27日、テレビアニメ『おそ松さん』第2期第2クールオープニングテーマ「まぼろしウインク」を担当。
- 1月31日、A応P ZEROの河上英里子が、女優業と個人としてのタレント活動に専念するとの理由で退団[22]。
- 3月5日、「おしゃべりA応P」（SHOWROOM）の放送にて、候補生メンバー「A応P ZERO」の6人がA応Pに昇格することを発表[23][24]。
- 4月8日 - 、テレビアニメ『Cutie Honey Universe』オープニングテーマ「愛がなくちゃ戦えない」を担当。また本編のキャストとして、広瀬ゆうきが出演。
- 10月22日、A応Pオフィシャル通販サイトがオープン[25]。
- 11月1日、オフィシャルサイト、ファンクラブの運営を株式会社ソニー・ミュージックマーケティングに移管して、サービスをリニューアル[26]。ファンクラブをリニューアルし、「A応P応援団」がオープン。

### 2019年
- 1月10日 - 、TVアニメ『フライングベイビーズ』オープニングテーマ「フライングベイビーズ」を担当。

### 2020年
- 1月11日、TVアニメ『ぼくのとなりに暗黒破壊神がいます。』エンディングテーマ「FREEDOMでムダに無敵！」を担当。
- 10月12日 ‐ 、テレビアニメ『おそ松さん』第3期第1クールオープニングテーマ「nice to NEET you！」を担当。
- 12月14日、2021年3月31日をもって活動を終了することをオフィシャルサイトにて発表[27]。

### 2021年
- 1月11日 - 、テレビアニメ『おそ松さん』第3期第2クールオープニングテーマ「6つ⼦の魂ナユタまで」を担当[28]。
- 3月25日、最後のライブ『【最終回】A応P FINAL LIVE!!【第3130話】』を無観客生配信にて開催。
- 3月31日、約8年半の活動を終了。
- 4月1日、午前0時にオフィシャルサイト及び公式Twitterにて解散したことを改めて報告し、ファンへの感謝を述べた。

### 2022年
- 7月8日、映画『おそ松さん〜ヒピポ族と輝く果実〜』のオープニング曲に「はなまるぴっぴはよいこだけ 令和ver.」が使用される。
- 10月1日よりPriiry♡『Kiss & Cry』、OVERWHELM『Take you higher』、aimai soleil『STEP BY STEP』、A応P『イントロデュースA応P』の配信を再開[29]。

## メンバー

### 解散時
| 名前       | よみ          | 出身地   | 生年月日               | 加入期 | カラー             | 解散時点の所属事務所             | 活動期間             | 備考                              |
| ---------- | ------------- | -------- | ---------------------- | ------ | ------------------ | -------------------------------- | -------------------- | --------------------------------- |
| 広瀬ゆうき | ひろせ ゆうき | 東京都   | 1993年4月2日（32歳）   | 1期    | オレンジ           | 青二プロダクション               | 全期間               |                                   |
| 旭優奈     | あさひ ゆうな | 千葉県   | 1999年11月13日（25歳） | 3期    | パープル           | JTBエンタテインメント            | 2017年5月28日 - 解散 | 解散と同時に芸能活動引退          |
| 工藤ひなき | くどう ひなき | 神奈川県 | 2000年2月15日（25歳）  | 3期    | ラベンダー→ ピンク | JTBエンタテインメント            | 2017年5月28日 - 解散 |                                   |
| 星希成奏   | ほしき せえな | 福岡県   | 1999年10月11日（25歳） | 3期    | ブルー             | ソニー・ミュージックアーティスツ | 2017年5月28日 - 解散 |                                   |
| 小嶋凛     | こじま りん   | 神奈川県 | 2001年1月31日（24歳）  | 3期    | イエロー           | JTBエンタテインメント            | 2017年5月28日 - 解散 | YUMEADO EUROPEに加入（2021年7月） |
| 堤雪菜     | つつみ ゆきな | 徳島県   | 2000年9月25日（24歳）  | 3期    | ライトグリーン     | 81プロデュース                   | 2017年5月28日 - 解散 |                                   |
| 春咲暖     | はるさき のん | 秋田県   | 2000年2月13日（25歳）  | 3期    | レッド             | ソニー・ミュージックアーティスツ | 2017年5月28日 - 解散 |                                   |

### 元メンバー
| 名前       | よみ            | 出身地   | 生年月日               | 加入期 | カラー           | A応P時代の所属事務所       | 活動期間                     | 備考       |
| ---------- | --------------- | -------- | ---------------------- | ------ | ---------------- | -------------------------- | ---------------------------- | ---------- |
| 樋崎悠里子 | ひざき ゆりこ   |          | 1993年2月6日（32歳）   | 1期    |                  | リンクアーツ               | 結成 - 2013年2月28日         | [ 注 3 ]   |
| 小森未彩   | こもり みさえ   | 東京都   | 1992年10月17日（32歳） | 1期    |                  | エイジアプロモーション     | 結成 - 2015年7月31日         |            |
| 清水川沙季 | しみずかわ さき |          | 1990年11月11日（34歳） | 1期    |                  |                            | 結成 - 2015年7月31日         | [ 注 4 ]   |
| 天音まりな | あまね まりな   |          | 1996年2月5日（29歳）   | 2期    | パープル         |                            | 2015年8月7日 - 12月31日      | [ 注 5 ]   |
| 荻野沙織   | おぎの さおり   | 神奈川県 | 1992年7月1日（33歳）   | 1期    | 赤               | エー・ティー・エックス     | 結成 - 2017年3月31日         | 元リーダー |
| 桜奈里彩   | さくらな りさ   | 福井県   | 1996年4月2日（29歳）   | 1期    | 黄色             | エー・ティー・エックス     | 結成 - 2017年3月31日         | [ 注 7 ]   |
| 福緒唯     | ふくお ゆい     | 兵庫県   | 1994年4月25日（31歳）  | 2期    | 緑→ グリーン     | 81プロデュース             | 2015年8月7日 - 2018年6月30日 |            |
| 水希蒼     | みずき あおい   | 東京都   | 1996年12月26日（28歳） | 2期    | 青→ ライトブルー | エー・ティー・エックス     | 2015年8月7日 - 2019年3月1日  |            |
| 巴奎依     | ともえ けい     | 東京都   | 1996年1月5日（29歳）   | 1期    | ピンク           | ホリプロインターナショナル | 結成 - 2020年8月2日          |            |

### 構成の推移
| 年月日         | 出来事                                       | 増減 | 合計 |
| -------------- | -------------------------------------------- | ---- | ---- |
| 2012年9月      | A応P結成                                     | +7   | 7    |
| 2013年2月28日  | 樋崎悠里子退団                               | -1   | 6    |
| 2015年7月31日  | 小森未彩、清水川沙季が退団                   | -2   | 4    |
| 2015年8月7日   | 新メンバー3名が加入                          | +3   | 7    |
| 2015年12月31日 | 天音まりなが退団                             | -1   | 6    |
| 2017年3月31日  | 荻野沙織、桜奈里彩が退団                     | -2   | 4    |
| 2018年3月5日   | 候補生メンバー「A応P ZERO」の6人がA応Pに昇格 | +6   | 10   |
| 2018年6月30日  | 福緒唯が卒業                                 | -1   | 9    |
| 2019年3月1日   | 水希蒼が退団                                 | -1   | 8    |
| 2020年8月2日   | 巴奎依が卒業                                 | -1   | 7    |
| 2021年3月31日  | 活動終了                                     | -7   | 0    |

### A応P ZERO
A応Pの妹分（候補生）ユニット。
旭、工藤、星希、小嶋、堤、春咲は2018年3月5日A応Pに昇格

#### 旧メンバー
| 名前       | よみ            | 出身地 | 生年月日             | 所属事務所               | 活動期間                      | 備考 |
| ---------- | --------------- | ------ | -------------------- | ------------------------ | ----------------------------- | ---- |
| 河上英里子 | かわかみ えりこ | 群馬県 | 1998年8月4日（26歳） | キャストコーポレーション | 2017年5月28日 - 2018年1月31日 |      |

### 派生ユニット
- D応P（ダイヤのA勝手に応援プロジェクト） - 2014年4月6日 - 6月29日にTVアニメ『ダイヤのA』で放送されたエンディングテーマ「未来へつなげ」を歌唱するスペシャルユニットとして、若菜役の加地綾乃、吉川 春乃役の遠藤ゆりか、藤原貴子役の山口立花子、梅本幸子役の花守ゆみり、夏川唯役の高橋花林とのコラボレーションで結成された。
- I応P（伊勢海老勝手に応援プロジェクト） - 2016年4月1日に『はなまるうどん』のエイプリールフール記念コラボレーションで、A応Pが「I応P」に改名したとするジョーク企画[31]。抽選応募当選者には実際に「I応Pサイン入りTシャツ」がプレゼントされた。
- B応P（B.B.クィーンズ勝手に応援プロジェクト） - 2016年8月27日に『Annimelo Summer Live 2016 刻-TOKI-』に「We Are B.B.クィーンズ〜おどるポンポコリン」として B.B.クィーンズ with B応P で出演した。
- A応P（アーツ応援プロジェクト） - 2018年6月9日、10日に開催される「東京おもちゃショー2018」のタカラトーミーアーツブースに出演。
- A大P（旭大○プロジェクト） - 2018年9月20日に開始したあにむす!の企画。
  - 2018年9月20日の放送は「旭大食いプロジェクト」で『もうやんカレー246（渋谷店）』のFUJI盛りカレー（通常の5倍サイズ）の大食いに挑戦＜失敗＞。
  - 2018年9月27日の放送は「旭大辛プロジェクト」で『橙～ dai dai～』の地獄谷の麻婆豆腐　20辛（通常の20倍）の大辛に挑戦＜（辛いところは残ってるけど）おまけで成功＞。
  - 2018年10月11日の放送は番外編「旭、利き柿の種ならできるってよ！」で「いこい」「三幸製菓」「亀田製菓」の3種類の利き柿の種に挑戦＜成功＞。番組特製の激辛柿（デスソース味）の種も食した。
- Gemstone7 - 2023年3月に結成されたユニットで、解散後の元メンバーの大半が参加している。

## 作品

### シングル
| 枚                             | 発売日 | タイトル | カップリング | 販売形態 | 規格品番 | 最高位 |
| AT-X                           | AT-X | AT-X | AT-X | AT-X | AT-X | AT-X |
| ------------------------------ | --- | --- | --- | --- | --- | --- |
| 1st                            | 2013年3月30日 | Never Say Never | アリノママMY WAY | CD | ATX-00130 | 圏外 |
| 2nd                            | 2014年10月19日 | COSMIC MAGIC STARS | 青春セッション PARADISE | CD+DVD | ATX-00135 | 圏外 |
| 2nd                            | 2014年10月19日 | COSMIC MAGIC STARS | 青春セッション PARADISE | CD+DVD | ATX-00136（Loppi・HMV限定盤） | 圏外 |
| 3rd                            | 2015年3月29日 | Stay Gold | 世界を変えちゃうプロジェクト | CD+DVD | ATX-00137 | 圏外 |
| 3rd                            | 2015年3月29日 | Stay Gold | 世界を変えちゃうプロジェクト | CD+DVD | ATX-00138（Loppi・HMV限定盤） | 圏外 |
| アルテメイト                   | | | | | | |
| 4th                            | 2015年11月11日 | はなまるぴっぴはよいこだけ/183の日本トレビアンROCK'N ROLL                                                                                        | - | CD | XQMQ-1004 | 15位 |
| 4th                            | 2016年11月3日 | はなまるぴっぴはよいこだけ | はなまるぴっぴはよいこだけ (Instrumental) | EP | ATCA-1001 | 圏外 |
| 5th                            | 2016年2月10日 | 全力バタンキュー | 二次元ポケット | CD | XQMQ-1005 | 2位 |
| 5th                            | 2016年11月3日 | 全力バタンキュー | 全力バタンキュー (Instrumental) | EP | ATCA-1002 | 圏外 |
| アニメ“勝手に”応援プロジェクト | | | | | | |
| 6th                            | 2016年5月25日 | Cotona MODE/初恋Hello注意報 | - | CD | AKOSC-00001 | 31位 |
| 7th                            | 2016年8月24日 | 希望TRAVELER | 愛と勇気とフィロソフィー | CD | AKOSC-00002 | 41位 |
| 8th                            | 2016年11月9日 | あのね、キミだけに | 揺れるマイファンタジー | CD | AKOSC-00003（アニメジャケット盤） | 29位 |
| 8th                            | 2016年11月9日 | あのね、キミだけに | 揺れるマイファンタジー | CD | AKOSC-00004（アーティストジャケット盤） | 29位 |
| 9th                            | 2017年2月8日 | ディア ホライゾン | 風のファンタジア | CD | AKOSC-00005 | 137位 |
| 9th                            | 2017年2月8日 | ディア ホライゾン | クロニクルは止まらない | CD | AKOSC-00005 | 137位 |
| 10th                           | 2017年3月1日 | 自転車に花は舞う | イキテルアカシ | CD | AKOSC-00006（アニメジャケット盤） | 68位 |
| 10th                           | 2017年3月1日 | 自転車に花は舞う | イキテルアカシ | CD | AKOSC-00007（アーティストジャケット盤） | 68位 |
| 11th                           | 2017年8月23日 | Another World | カミサマと金魚 | CD | AKOSC-00008（アニメジャケット盤） | 22位 |
| 11th                           | 2017年8月23日 | Another World | カミサマと金魚 | CD | AKOSC-00009（アーティストジャケット盤） | 22位 |
| 12th                           | 2017年11月21日 | 君氏危うくも近うよれ | JOYFUL∞P でアンコール!! | CD | AKOSC-00010（通常盤） | 13位 |
| 12th                           | 2017年11月21日 | 君氏危うくも近うよれ | JOYFUL∞P でアンコール!! | CD | AKOSC-00011（アニメイト盤） | 13位 |
| 13th                           | 2018年2月20日 | まぼろしウインク | 問答無用でGo!! | CD | AKOSC-00012（通常盤） | 23位 |
| 13th                           | 2018年2月20日 | まぼろしウインク | 問答無用でGo!! | CD | AKOSC-00013（アニメイト盤） | 23位 |
| 14th                           | 2018年5月23日 | 愛がなくちゃ戦えない | ハイエンドグラマラス | CD | AKOSC-00014 | 53位 |
| 15th                           | 2018年8月22日 | 恋に咲く謎、はらはらと | 恋のガンマン | CD | AKOSC-00015 | 51位 |
| 16th                           | 2019年2月28日 | フライングベイビーズ | さよならリファレンス | CD | AKOSC-00016（通常版） | 79位 |
| 16th                           | 2019年2月28日 | フライングベイビーズ | さよならリファレンス | CD | AKOSC-00017（限定版） | 79位 |
| 17th                           | 2019年5月10日 | それゆけ！恋ゴコロ | TSUNAGU | CD | AKOSC-00018（通常版） | 54位 |
| 17th                           | 2019年5月10日 | それゆけ！恋ゴコロ | TSUNAGU | CD | AKOSC-00019（限定版） | 54位 |
| 18th                           | 2020年3月18日 | FREEDOMでムダに無敵!! | せっけんWOW! | CD | AKOSC-00023（アニメジャケット盤） | 84位 |
| 18th                           | 2020年3月18日 | FREEDOMでムダに無敵!! | せっけんWOW! | CD | AKOSC-00024（アーティストジャケット盤） | 84位 |
| 19th                           | 2020年5月20日 | 風吹けば月夜の果てに | ANIMAGICAL | CD | AKOSC-00025（アニメジャケット盤） | 93位 |
| 19th                           | 2020年5月20日 | 風吹けば月夜の果てに | ANIMAGICAL | CD | AKOSC-00026（アーティストジャケット盤） | 93位 |
| 20th                           | 2020年11月25日 | nice to NEET you! | nice to NEET you！(with you Version) | CD | AKOSC-00027 | 42位 |
| 21st                           | 2021年3月3日 | ６つ子の魂ナユタまで | ６つ子の魂ナユタまで(カラオケ with A応P) | CD | AKOSC-00028 | 64位 |
| 備考                           | 20th カップリング曲「nice to NEET you！(with you Version)」は「集え同士！ NEET応援プロジェクト！」として「おそ松さん」ファンとA応Pファンも参加。 | 20th カップリング曲「nice to NEET you！(with you Version)」は「集え同士！ NEET応援プロジェクト！」として「おそ松さん」ファンとA応Pファンも参加。 | 20th カップリング曲「nice to NEET you！(with you Version)」は「集え同士！ NEET応援プロジェクト！」として「おそ松さん」ファンとA応Pファンも参加。 | 20th カップリング曲「nice to NEET you！(with you Version)」は「集え同士！ NEET応援プロジェクト！」として「おそ松さん」ファンとA応Pファンも参加。 | 20th カップリング曲「nice to NEET you！(with you Version)」は「集え同士！ NEET応援プロジェクト！」として「おそ松さん」ファンとA応Pファンも参加。 | 20th カップリング曲「nice to NEET you！(with you Version)」は「集え同士！ NEET応援プロジェクト！」として「おそ松さん」ファンとA応Pファンも参加。 |

#### D応P
| 発売日           | タイトル         | カップリング     | 販売形態         | 規格品番         | 最高位           |
| ポニーキャニオン | ポニーキャニオン | ポニーキャニオン | ポニーキャニオン | ポニーキャニオン | ポニーキャニオン |
| ---------------- | ---------------- | ---------------- | ---------------- | ---------------- | ---------------- |
| 2014年5月28日    | 未来へつなげ     | SMILE ON YOU     | CD               | PCCG-70214       | 136位            |

### アルバム
| 枚                             | 発売日                         | タイトル                                              | 販売形態                       | 規格品番                       | 最高位                         |
| アニメ“勝手に”応援プロジェクト | アニメ“勝手に”応援プロジェクト | アニメ“勝手に”応援プロジェクト                        | アニメ“勝手に”応援プロジェクト | アニメ“勝手に”応援プロジェクト | アニメ“勝手に”応援プロジェクト |
| ------------------------------ | ------------------------------ | ----------------------------------------------------- | ------------------------------ | ------------------------------ | ------------------------------ |
| 1st                            | 2016年8月6日                   | A応P（限定盤）                                        | CD+DVD                         | AKOAC-00002                    | -                              |
| 1st                            | 2016年8月13日                  | A応P（通常盤）                                        | CD                             | AKOAC-00001                    | 94位                           |
| 2nd                            | 2017年4月29日                  | Y                                                     | CD                             | AKOAC-00004                    | 174位                          |
| 3rd                            | 2017年5月31日                  | X                                                     | CD                             | AKOAC-00005                    | 110位                          |
| -                              | 2021年1月13日                  | A応P BEST DJCD PRODUCED by DJサブカルクソ女(通常盤)   | CD                             | AKOAC-00006                    |                                |
| -                              | 2021年1月13日                  | A応P BEST DJCD PRODUCED by DJサブカルクソ女(CD+DVD盤) | CD+DVD                         | AKOAC-00007                    |                                |

### ミニアルバム
| 発売日                         | タイトル                       | 販売形態                       | 規格品番                       | 最高位                         |
| アニメ“勝手に”応援プロジェクト | アニメ“勝手に”応援プロジェクト | アニメ“勝手に”応援プロジェクト | アニメ“勝手に”応援プロジェクト | アニメ“勝手に”応援プロジェクト |
| ------------------------------ | ------------------------------ | ------------------------------ | ------------------------------ | ------------------------------ |
| 2016年12月24日                 | 全力バタンキューはよいこだけ   | CD                             | AKOAC-00003                    | 142位                          |

### コンピレーションアルバム
| 発売日                         | タイトル                                                                  | 販売形態                       | 規格品番                       | 最高位                         |
| アニメ“勝手に”応援プロジェクト | アニメ“勝手に”応援プロジェクト                                            | アニメ“勝手に”応援プロジェクト | アニメ“勝手に”応援プロジェクト | アニメ“勝手に”応援プロジェクト |
| ------------------------------ | ------------------------------------------------------------------------- | ------------------------------ | ------------------------------ | ------------------------------ |
| 2018年10月26日                 | ファイティング・ラッシュアワー 〜Yuna Asahi's Selection〜                 | M∞Card                         | AKOMC-001                      | -                              |
| 2018年10月26日                 | ファイティング・ラッシュアワー 〜Hinaki Kudo's Selection〜                | M∞Card                         | AKOMC-002                      | -                              |
| 2018年10月26日                 | ファイティング・ラッシュアワー 〜Rin Kojima's Selection〜                 | M∞Card                         | AKOMC-003                      | -                              |
| 2018年10月26日                 | ファイティング・ラッシュアワー 〜Yukina Tsutsumi's Selection〜            | M∞Card                         | AKOMC-004                      | -                              |
| 2018年10月26日                 | ファイティング・ラッシュアワー 〜Kei Tomoe's selection〜                  | M∞Card                         | AKOMC-005                      | -                              |
| 2018年10月26日                 | ファイティング・ラッシュアワー 〜Non Harusaki's Selection〜               | M∞Card                         | AKOMC-006                      | -                              |
| 2018年10月26日                 | ファイティング・ラッシュアワー 〜Yuuki Hirose's Selection〜               | M∞Card                         | AKOMC-007                      | -                              |
| 2018年10月26日                 | ファイティング・ラッシュアワー 〜Seena Hoshiki's Selection〜              | M∞Card                         | AKOMC-008                      | -                              |
| 2018年10月26日                 | ファイティング・ラッシュアワー 〜【数量限定】A応Pコンプリートセット特典〜 | M∞Card                         | AKOMC-009                      | -                              |
| 2019年4月20日                  | 「アニメージュ創刊40周年記念イベント」                                    | M∞Card                         | AKONC-010                      | -                              |

※AKOMC-009の単品売りは無し。

### ベストアルバム
| 枚                             | 発売日                                                                                               | タイトル                                                                                             | 販売形態                                                                                             | 規格品番                                                                                             | 最高位                                                                                               |
| アニメ“勝手に”応援プロジェクト | アニメ“勝手に”応援プロジェクト                                                                       | アニメ“勝手に”応援プロジェクト                                                                       | アニメ“勝手に”応援プロジェクト                                                                       | アニメ“勝手に”応援プロジェクト                                                                       | アニメ“勝手に”応援プロジェクト                                                                       |
| ------------------------------ | --- | --- | --- | --- | --- |
| 1st                            | 2021年3月31日                                                                                        | A応P the BEST 〜From A〜                                                                             | CD+DVD                                                                                               | AKOAC-00008                                                                                          | 138位                                                                                                |
| 2nd                            | 2021年3月31日                                                                                        | A応P the BEST 〜From P〜                                                                             | CD+DVD                                                                                               | AKOAC-00009                                                                                          | 144位                                                                                                |
| 備考                           | 『A応P the BEST 〜From P〜』に収録されている新曲「O₂リンク」は、A応Pファンもコーラスで参加している。 | 『A応P the BEST 〜From P〜』に収録されている新曲「O₂リンク」は、A応Pファンもコーラスで参加している。 | 『A応P the BEST 〜From P〜』に収録されている新曲「O₂リンク」は、A応Pファンもコーラスで参加している。 | 『A応P the BEST 〜From P〜』に収録されている新曲「O₂リンク」は、A応Pファンもコーラスで参加している。 | 『A応P the BEST 〜From P〜』に収録されている新曲「O₂リンク」は、A応Pファンもコーラスで参加している。 |

### 映像作品
| 枚                             | 発売日                   | タイトル                                                                                     | 販売形態                 | 規格品番                 | 最高位                   |
| ビデオ・パック・ニッポン       | ビデオ・パック・ニッポン | ビデオ・パック・ニッポン                                                                     | ビデオ・パック・ニッポン | ビデオ・パック・ニッポン | ビデオ・パック・ニッポン |
| ------------------------------ | ------------------------ | -------------------------------------------------------------------------------------------- | ------------------------ | ------------------------ | ------------------------ |
| 1st                            | 2014年8月20日            | A応P ドキュメント vol.1                                                                      | DVD                      | VPEB-1001                | 圏外                     |
| 2nd                            | 2015年2月4日             | A応P ドキュメント vol.2                                                                      | DVD                      | VPEB-1002                | 圏外                     |
| 3rd                            | 2015年9月2日             | A応P ドキュメント vol.3                                                                      | DVD                      | VPEB-1003                | 圏外                     |
| アニメ“勝手に”応援プロジェクト |                          |                                                                                              |                          |                          |                          |
| 1st                            | 2017年6月30日            | A応P Music Clips                                                                             | Blu-ray                  | AKOBD-0001               | 123位                    |
| 2nd                            | 2017年10月20日           | A応Pの聖地巡礼！ 〜三大聖地を制覇せよ〜 LIVE in TOKYO                                        | Blu-ray                  | AKOBD-0002               | 82位                     |
| 3rd                            | 2018年7月31日            | A応P 1st LIVE TOUR 2017-2018 君氏の♡に潜入せよ！ at TSUTAYA O-EAST                           | Blu-ray                  | AKOBD-0003               | 80位                     |
| 4th                            | 2019年7月9日             | A応P 2nd LIVE TOUR 2018 アニメがなくちゃ戦えない！ at 渋谷 CLUB QUATTRO                      | Blu-ray                  | AKOBD-0004               | -                        |
| 5th                            | 2019年8月8日             | A応P 3rd LIVE TOUR 2018-2019 ANIMETIC PLAYLIST えーおうぴーの こうげき！ at 品川ステラボール | Blu-ray                  | AKOBD-0005               | -                        |

### 参加作品
| 発売日                             | タイトル                              | 販売形態                           | 規格品番                           | 最高位                             | 備考 |
| キングレコード / EVIL LINE RECORDS | キングレコード / EVIL LINE RECORDS    | キングレコード / EVIL LINE RECORDS | キングレコード / EVIL LINE RECORDS | キングレコード / EVIL LINE RECORDS | キングレコード / EVIL LINE RECORDS |
| ---------------------------------- | ------------------------------------- | ---------------------------------- | ---------------------------------- | ---------------------------------- | --- |
| 2017年3月22日                      | AKIBA'S COLLECTION                    | CD                                 | KICA-3267                          | 37位                               | 「超反応ガール」を収録 |
| キングレコード                     |                                       |                                    |                                    |                                    | |
| 2017年3月22日                      | Animelo Summer Live 2016 刻-TOKI-8.27 | Blu-ray                            | KIXM-1033（初回仕様）              | 7位                                | 「はなまるぴっぴはよいこだけ」、「全力バタンキュー」を収録 「We Are B.B.クィーンズ〜おどるポンポコリン」は B.B.クィーンズ with B応Pとして収録 |
| 2017年3月22日                      | Animelo Summer Live 2016 刻-TOKI-8.27 | Blu-ray                            | KIXM-1034（通常）                  | 7位                                | 「はなまるぴっぴはよいこだけ」、「全力バタンキュー」を収録 「We Are B.B.クィーンズ〜おどるポンポコリン」は B.B.クィーンズ with B応Pとして収録 |

## タイアップ
| 楽曲                                 | タイアップ | 時期                           | 収録作品                                                                 |
| ------------------------------------ | --- | ------------------------------ | ------------------------------------------------------------------------ |
| Never Say Never                      | テレビ東京系「あにむす!」オープニング/エンディングテーマ                                                                | 2013年10月 -                   | 1stシングル「Never Say Never」                                           |
| アリノママMY WAY                     | テレビ東京系「あにむす!」エンディングテーマ                                                                             | 2015年12月4日                  | 1stシングル「Never Say Never」                                           |
| 未来へつなげ                         | テレビ東京系アニメ「ダイヤのA」エンディングテーマ                                                                       | 2014年4月6日 - 6月29日         | D応Pシングル「未来へつなげ」                                             |
| 未来へつなげ                         | テレビ東京系「あにむす!」エンディングテーマ                                                                             | 2014年4月 -                    | D応Pシングル「未来へつなげ」                                             |
| 未来へつなげ                         | P's Voice Artist Schoo CM                                                                                               | 201?年?月 -                    | D応Pシングル「未来へつなげ」                                             |
| SMILE ON YOU                         | テレビ東京系「あにむす!」オープニングテーマ                                                                             | 2014年4月 -                    | D応Pシングル「未来へつなげ」                                             |
| COSMIC MAGIC STARS                   | テレビ東京系「あにむす!」エンディングテーマ                                                                             | 2014年9月 -                    | 2ndシングル「COSMIC MAGIC STARS」                                        |
| 青春セッション PARADISE              | テレビ東京系「あにむす!」オープニングテーマ                                                                             | 2014年10月 -                   | 2ndシングル「COSMIC MAGIC STARS」                                        |
| Stay Gold                            | テレビ東京系「あにむす!」エンディングテーマ                                                                             | 2015年3月 - 7月                | 3rdシングル「Stay Gold」                                                 |
| はなまるぴっぴはよいこだけ           | テレビ東京系アニメ「おそ松さん」オープニングテーマ                                                                      | 2015年10月 - 12月              | 4thシングル「はなまるぴっぴはよいこだけ/183の日本トレビアンROCK'N ROLL」 |
| はなまるぴっぴはよいこだけ           | テレビ東京「アニメマシテ」エンディングテーマ                                                                            | 2015年12月15日                 | 4thシングル「はなまるぴっぴはよいこだけ/183の日本トレビアンROCK'N ROLL」 |
| 全力バタンキュー                     | テレビ東京系アニメ「おそ松さん」オープニングテーマ                                                                      | 2016年1月 - 3月                | 5thシングル「全力バタンキュー」                                          |
| 全力バタンキュー                     | テレビ東京「アニメマシテ」オープニングテーマ                                                                            | 2016年1月26日                  | 5thシングル「全力バタンキュー」                                          |
| 二次元ポケット                       | テレビ東京系「あにむす!」オープニングテーマ                                                                             | 2016年1月 - 3月                | 5thシングル「全力バタンキュー」                                          |
| Cotona MODE                          | AT-X、UHFアニメ「12歳。〜ちっちゃなムネのトキメキ〜」エンディングテーマ                                                 | 2016年4月 - 6月                | 6thシングル「Cotona MODE/初恋Hello注意報」                               |
| 初恋Hello注意報                      | テレビ東京系「A応Pのあにむす!!」オープニングテーマ                                                                      | 2016年4月 - 2017年3月24日      | 6thシングル「Cotona MODE/初恋Hello注意報」                               |
| Beyond the Games                     | e-Sports大会「RAGE」公式テーマ                                                                                          | 2016年                         | 1stアルバム「A応P」                                                      |
| 希望TRAVELER                         | テレビ東京系アニメ「タイムトラベル少女〜マリ・ワカと8人の科学者たち〜」オープニングテーマ                               | 2016年7月 - 9月                | 7thシングル「希望TRAVELER」                                              |
| 希望TRAVELER                         | テレビ東京「アニメマシテ」エンディングテーマ                                                                            | 2016年8月2日・9日              | 7thシングル「希望TRAVELER」                                              |
| 愛と勇気とフィロソフィー             | テレビ東京系「A応Pのあにむす!!」エンディングテーマ                                                                      | 2016年8月19日 - 2017年3月31日  | 7thシングル「希望TRAVELER」                                              |
| あのね、キミだけに                   | AT-X、UHFアニメ「12歳。〜ちっちゃなムネのトキメキ〜」オープニングテーマ                                                 | 2016年10月 - 12月              | 8thシングル「あのね、キミだけに」                                        |
| あのね、キミだけに                   | AT-X CMソング | 2017年1月 - 3月24日            | 8thシングル「あのね、キミだけに」                                        |
| ディア ホライゾン                    | ゲーム「グリムノーツ」1周年記念タイアップソング                                                                         | 2017年                         | 9thシングル「ディア ホライゾン」                                         |
| 風のファンタジア                     | 舞台版『ロードス島戦記』オープングテーマ                                                                                | 2017年1月                      | 9thシングル「ディア ホライゾン」                                         |
| クロニクルは止まらない               | 舞台版『ロードス島戦記』挿入歌                                                                                          | 2017年1月                      | 9thシングル「ディア ホライゾン」                                         |
| クロニクルは止まらない               | AT-X CMソング（水希単独ソロCM）                                                                                         | 2017年3月31日 -                | 9thシングル「ディア ホライゾン」                                         |
| 自転車に花は舞う                     | AT-X、UHFアニメ「南鎌倉高校女子自転車部」オープニングテーマ                                                             | 2017年1月 -                    | 10thシングル「自転車に花は舞う」                                         |
| 自転車に花は舞う                     | 臨海セミナー 「第3弾」CMソング                                                                                          | 2017年1月 -                    | 10thシングル「自転車に花は舞う」                                         |
| 超反応ガール                         | AT-X、UHFアニメ「AKIBA'S TRIP -THE ANIMATION-」第5話エンディングテーマ                                                  | 2017年2月1日                   | コンピレーションアルバム「AKIBA'S COLLECTION」                           |
| イキテルアカシ                       | テレビ東京系「A応Pのあにむす!!」オープニングテーマ                                                                      | 2017年3月31日 - 2018年3月29日  | 10thシングル「自転車に花は舞う」                                         |
| お茶づけ☆パラダイス                  | ゲーム「jubeat Qubell」×永谷園 コラボレーションキャンペーン楽曲                                                         | 2017年4月6日 -                 | 楽曲発売、ダウンロードは無し                                             |
| ちょちょいとちょいだよ夢浪漫         | ゲーム「jubeat Qubell」×永谷園 コラボレーションキャンペーン楽曲                                                         | 2017年4月27日 -                | 楽曲発売、ダウンロードは無し                                             |
| 椀・of・Relaxation                   | ゲーム「jubeat Qubell」×永谷園 コラボレーションキャンペーン楽曲                                                         | 2017年5月17日 -                | 楽曲発売、ダウンロードは無し                                             |
| 拙者はSAMURAI FOOD                   | ゲーム「jubeat Qubell」×永谷園 コラボレーションキャンペーン楽曲                                                         | 2017年6月1日 -                 | 楽曲発売、ダウンロードは無し                                             |
| Ding Dong Bell                       | テレビ東京系「A応Pのあにむす!!」エンディングテーマ                                                                      | 2017年4月7日 - 7月27日         | 2ndアルバム「Y」                                                         |
| 花咲か人生ええじゃないか！           | DMM GAMESのブラウザゲーム「おそ松さん ダメ松．コレクション〜6つ子の絆〜」オープニングテーマ                             | 2017年5月31日 -                | 2ndアルバム「Y」                                                         |
| OVERTURE to A応Pの聖地巡礼！         | 『A応Pの聖地巡礼！〜三大聖地を制覇せよ〜』ツアーテーマソング                                                            | 2017年3月11日 - 5月28日        | 3rdアルバム「X」                                                         |
| 全力バタンキューREMIX                | PlayStation Vita用ゲームソフト『おそ松さん THE GAME はちゃめちゃ就職アドバイス -デッド オア ワーク-』オープニングテーマ | 2017年6月29日 -                | ミニアルバム「全力バタンキューはよいこだけ」                             |
| Another World                        | 「臨海セミナー」CMソング                                                                                                | 2017年6月 -                    | 11thシングル「Another World」                                            |
| Another World                        | At-X、UHFアニメ「異世界はスマートフォンとともに。」オープニングテーマ                                                   | 2017年7月 -                    | 11thシングル「Another World」                                            |
| カミサマと金魚                       | テレビ東京系「A応Pのあにむす!!」エンディングテーマ                                                                      | 2017年8月3日 - 2017年12月      | 11thシングル「Another World」                                            |
| 君氏危うくも近うよれ                 | テレビ東京系アニメ「おそ松さん（第2期）」オープニングテーマ                                                             | 2017年10月 - 12月21日          | 12thシングル「君氏危うくも近うよれ」                                     |
| 君氏危うくも近うよれ                 | アニソン音楽番組「アニ☆ステ」11月度エンディング                                                                         | 2017年11月                     | 12thシングル「君氏危うくも近うよれ」                                     |
| 君氏危うくも近うよれ                 | テレビ東京系「A応Pのあにむす!!」エンディングテーマ                                                                      | 2018年1月4日 - 2月15日         | 12thシングル「君氏危うくも近うよれ」                                     |
| 君氏危うくも近うよれ                 | テレビ東京系「いくぞニッポン！こども経済TV7」エンディングテーマ                                                         | 2018年1月7日                   | 12thシングル「君氏危うくも近うよれ」                                     |
| まぼろしウインク                     | テレビ東京系アニメ「おそ松さん（第2期）」オープニングテーマ                                                             | 2018年1月 -                    | 13thシングル「まぼろしウインク」                                         |
| まぼろしウインク                     | テレビ東京系「A応Pのあにむす!!」エンディングテーマ                                                                      | 2018年2月22日 - 6月28日        | 13thシングル「まぼろしウインク」                                         |
| まぼろしウインク                     | テレビ金沢「となりのテレ金ちゃん」3月エンディングテーマ                                                                 | 2018年3月1日 - 3月29日         | 13thシングル「まぼろしウインク」                                         |
| 問答無用でGo!!                       | テレビ東京系「A応Pのあにむす!!」オープニングテーマ                                                                      | 2018年4月5日 -                 | 13thシングル「まぼろしウインク」                                         |
| 愛がなくちゃ戦えない                 | AT-X、UHFアニメ「Cutie Honey Universe」オープニングテーマ                                                               | 2018年4月 - 6月                | 14thシングル「愛がなくちゃ戦えない」                                     |
| 愛がなくちゃ戦えない                 | テレビ東京系「A応Pのあにむす!!」エンディングテーマ                                                                      | 2018年7月 - 2018年11月8日      | 14thシングル「愛がなくちゃ戦えない」                                     |
| 恋に咲く謎、はらはらと               | AT-X、テレビ東京系（東名阪）アニメ「京都寺町三条のホームズ」オープニングテーマ                                          | 2018年7月 - 2018年9月          | 15thシングル「恋に咲く謎、はらはらと」                                   |
| 恋に咲く謎、はらはらと               | TOKYO MX「北野武、DAISのこれから･･･」10月エンディングテーマ                                                             | 2018年10月                     | 15thシングル「恋に咲く謎、はらはらと」                                   |
| 恋のガンマン                         | AT-X CMソング（引っ越し編CM）                                                                                           | 2018年11月 -                   | 15thシングル「恋に咲く謎、はらはらと」                                   |
| ファイティング・ラッシュアワー       | 3rdツアーソング | 2018年11月10日 - 2019年1月13日 | コンピレーションアルバム「ファイティング・ラッシュアワー」               |
| ファイティング・ラッシュアワー       | テレビ東京系「A応Pのあにむす!!」エンディングテーマ                                                                      | 2018年11月15日 -               | コンピレーションアルバム「ファイティング・ラッシュアワー」               |
| 七転八倒返り咲き                     | 3rdツアーソング | 2018年11月10日 - 2019年1月13日 | コンピレーションアルバム「ファイティング・ラッシュアワー」               |
| フライングベイビーズ                 | テレビ東京系、AT-Xアニメ「フライングベイビーズ」オープニングテーマ                                                      | 2019年1月 -3月                 | 16thシングル「フライングベイビーズ」                                     |
| それゆけ！恋ゴコロ                   | TOKYO MX、他UHFアニメ「超可動ガール1/6」オープニングテーマ                                                              | 2019年4月 - 12月               | 17thシングル「それゆけ！恋ゴコロ」                                       |
| TSUNAGU                              | 映画『ダヤンとタマと飛び猫と ～3つの猫の物語～』テーマソング                                                            | 2019年5月                      | 17thシングル「それゆけ！恋ゴコロ」                                       |
| FREEDOMでムダに無敵!!                | AT-X、UHFアニメ「ぼくのとなりに暗黒破壊神がいます。」エンディングテーマ                                                 | 2020年1月 - 3月                | 18thシングル「FREEDOMでムダに無敵!!」                                    |
| せっけんWOW!                         | テレビ東京系「きんだーてれび」水曜日エンディングテーマ                                                                  | 2020年1月 - 6月                | 18thシングル「FREEDOMでムダに無敵!!」                                    |
| せっけんWOW!                         | テレビ東京系「きんだーてれび」木曜日エンディングテーマ                                                                  | 2020年10月 -                   | 18thシングル「FREEDOMでムダに無敵!!」                                    |
| 風吹けば月夜の果に                   | 「継つぐもも」オープニングテーマ                                                                                        | 2020年4月 - 6月                | 19thシングル「風吹けば月夜の果に」                                       |
| nice to NEET you！                   | テレビ東京系「おそ松さん（第3期）」オープニング                                                                         | 2020年10月 - 12月              | 20thシングル「nice to NEET you！」                                       |
| nice to NEET you！(with you Version) | テレビ東京系「おそ松さん（第3期）」13話オープニング                                                                     | 2021年1月                      | 20thシングル「nice to NEET you！」                                       |
| 6つ子の魂ナユタまで                  | テレビ東京系「おそ松さん（第3期）」オープニング                                                                         | 2021年1月 - 3月                | 21stシングル「6つ子の魂ナユタまで」                                      |
| はなまるぴっぴはよいこだけ 令和ver.  | 映画「おそ松さん～ピピポ族と輝く果実～」主題歌                                                                          | 2022年7月8日                   |                                                                          |

### カバーソング
| 楽曲                 | 楽曲情報 | 備考 |
| -------------------- | --- | --- |
| 太陽曰く燃えよカオス | 「這い寄れニャル子さん」オープニングテーマ 歌 - 後ろから這いより隊G（ニャル子〈阿澄佳奈〉、クー子〈松来未祐〉、暮井珠緒〈大坪由佳〉）                                        | 2013年6月1日にニコニコ動画にて「勝手に歌って踊ってみた」を投稿。 それ以降、ライブやイベント等で歌われているカバーソングの持ち歌となった。 A応P ZEROの初披露カバー曲でもある。                |
| Over The Future      | 「絶対可憐チルドレン」オープニングテーマ 歌 - 可憐Girl's（AYAMI、YUIKA、SUZUKA）                                                                                             | 2015年9月12日の「【A応Pの】夏アニメ総復習スペシャル【アニメぐらし】」他、ライブやイベント等で歌われているカバーソングの持ち歌である。 2016年8月6日発売の『A応P（限定盤）』に収録されている。 |
| コイノシルシ         | 「神のみぞ知るセカイ」エンディングテーマ 歌 - 神のみぞ知り隊（高原歩美〈竹達彩奈〉、エルシィ〈伊藤かな恵〉、青山美生〈悠木碧〉、中川かのん〈東山奈央〉、汐宮栞〈花澤香菜〉） | 2015年9月12日の「【A応Pの】夏アニメ総復習スペシャル【アニメぐらし】」他、ライブやイベント等で歌われているカバーソングの持ち歌である。                                                        |

## 出演

### テレビアニメ
2015年
- Bonjour♪恋味パティスリー[32]
  - （女子生徒A） - （桜奈）
  - （女子生徒B） - （小森）

2016年
- タイムトラベル少女〜マリ・ワカと8人の科学者たち〜
  - （女性、スマートフォン、男の子） - （巴）
  - （早瀬理香） - （福緒）
  - （ヨハンナ） - （広瀬）
  - （マチルダ） - （桜奈）

2017年
- 南鎌倉高校女子自転車部
  - （秋月巴） - （広瀬）
  - （秋月結花） - （福緒）

- アリスと蔵六
  - （山田のり子） - （広瀬）
- アクションヒロイン チアフルーツ
  - （緑川未那） - （広瀬）
- UQ HOLDER!～魔法先生ネギま2～
  - （時坂九郎丸） - （広瀬ゆうき）

2018年
- Cutie Honey Unicerse
  - （我目モモ実） - （広瀬）

- ハイスコアガール
  - （日高小春） - （広瀬）

- うちの娘の為ならば、俺はもしかしたら魔王も倒せるかもしれない。
  - （マルセル） - （広瀬）

2019年
- フライングベイビーズ
  - （なつ） - （春咲）

- ハイスコアガールII
  - （日高小春） - （広瀬）

2020年
- フライングベイビーズ☆プチ
  - （なつ） - （春咲）

- 継つぐもも
  - （真中ままな） - （広瀬）
- ミュークルドリーミー
  - （緑野わかば） - （広瀬）
- 無能なナナ
  - （羽生キララ） - （堤）
- 神達に拾われた男
  - （ウェルアンナ） - （広瀬）

2021年
- WIXOSS DIVE(A)LIV
  - 兎川美々(DJ.LOVIT) - （広瀬）

### 劇場アニメ
2016年
- この世界の片隅に - 行進する女学生たち 役

WEBアニメ
2021年
- お文具さん
  - （つぶ豆さん） - （工藤）

### ゲーム
- WAR OF BRAINS
  - （サヨナキ、ポロ） - （星希）
  - （ミス・ダイアナ、パロ） - （春咲）

### テレビ
- あにむす!（単発番組：2013年1月4日、4月2日、7月2日/レギュラー番組：2013年10月11日 - 2016年4月1日、テレビ東京系）
- A応Pのあにむす!!（2016年4月8日 - 2019年3月29日、テレビ東京系）
- アニメ応援ツーリズム（2022年3月30日、BSテレ東） - （児島、堤、巴、春先、広瀬、福緒、星希

### ラジオ
- 西内ひろ・沢井美空のMissラジオ（2015年4月5日 - 9月27日、文化放送、AG-ON）
- 小松未可子・沢井美空・A応Pのmissラジオ 〜ミッドナイトカフェ（2015年10月4日 - 2016年3月27日、文化放送、AG-ON）
- 小松未可子・西山宏太朗 Twilight 〜夕凪のレストラン〜（2016年4月3日 - 2017年4月2日、文化放送、AG-ON）
- A応Pの渋谷でも大丈夫！（2019年1月9日 -2021年3月24日 、渋谷クロスFM）

### インターネット放送
- アニメ好き集めてみたけど、なんかネバネバしてて困る動画（2013年2月9日 - 2016年11月1日、ニコニコ生放送）
- おしゃべりA応P（2017年10月12日 - 2020年1月26日 、SHOWROOM → LINE LIVE）
- A応Pの君氏もっと近づいて！（2017年11月、TS ONE UNITED）
- A&G ARTIST ZONE A応PのTHE CATCH（2018年4月5日 - 6月28日、超!A&G+）
  - 2018年4月 - （パーソナリティ：巴）
  - 2018年5月 - （パーソナリティ：広瀬）
  - 2018年6月 - （パーソナリティ：順不同）
- A応Pのアニメ応援中！！（2018年8月、JFN PARK） - （工藤、小嶋、堤）

その他
- 自宅警備会の一存（2013年5月27日、アメーバスタジオ） - （荻野、小森）
- 花とゆめアニメ祭 ニコ生増刊号（2014年9月28日、ニコニコ生放送）
- A&G ARTIST ZONE鷲崎健の2h（2014年10月24日、超!A&G+） - （荻野、小森、清水川、巴、広瀬）
- 【TV番組収録】ズームイン！阿佐ナンデス！！〜桃知みなみのひみつ基地。〜＃65（2015年9月16日、ニコニコ生放送） - （荻野・桜奈・福緒）
- BEMANI生放送（仮）（YouTube Live）
  - 2015年9月30日 - （荻野・広瀬・水希）
  - 2016年2月3日 - （荻野・巴・広瀬）
- A&G ARTIST ZONE鷲崎健のTHE CATCH（2015年11月6日、2016年2月19日、超!A&G+）
- 千住でクロス エンタメLIVE（2016年2月16日、Cwave） - （荻野・桜奈・広瀬・水希）
- アニメイト池袋本店24時間だよ全員集合!!ニコ生（2016年2月28日、ニコニコ生放送）
- 『第十回声優アワード』 授賞式生中継特番（2016年3月12日、超!A&G+）
- 【PS4版発売前夜祭】SO5公式生放送"STAR OCEAN PROGRAM"#06（2016年3月30日、YouTube Live・ニコニコ生放送） - （荻野・広瀬）
- 髭男爵 ルネッサンスラジオ（2016年4月4日・11日・18日・25日、Podcast QR） - （荻野・桜奈・広瀬）
- 全国アイドルカレッジ普及推進委員会（HiBiKi Radio Station）
  - 2016年4月13日・20日 - （荻野・広瀬）
  - 2016年8月3日・10日 - （広瀬・福緒）
- 生でanimelo mix〜新井里美・木戸衣吹のゆるっとあふたぬーん〜（2016年7月9日、ニコニコ生放送）
- アニサマ2016直前スペシャル企画番組 第一部「イヤホンズのアニサマのお耳にプラグイン！」（2016年8月5日、超!A&G+）
- THE WORKS せず（HiBiKi Radio Station）
  - 2016年9月5日 - （巴・広瀬）
  - 2017年12月25日 - （広瀬、福緒）
  - 2018年3月12日 - （巴、広瀬）
  - 2019年3月4日 - （旭、春咲）
- 〜A応P presents〜 格ゲー特番 『全力でバタンキューさせてやんよ！』（2016年9月12日、OPENREC.tv）
- AbemaTV×お願い！ランキング（AbemaTV ）
  - 2016年10月21日 - （荻野、桜奈、広瀬・福緒）
  - 2016年11月2日、9日、16日、23日 - （広瀬と福緒がレギュラーMC）
- 諏訪道彦のスワラジ（超!A&G+）
  - 2016年11月9日、16日 - （荻野、桜奈、水希）
  - 2018年11月28日 - （堤、広瀬）
- 『傷物語』世界初配信直前特番（2017年1月2日、AbemaTV）- （巴・広瀬）
- 第3回アメステトーク「お菓子作り大好きアイドル」（2017年2月14日、FRESH!）- （巴）
- 生のアイドルが好き（2017年2月27日、ニコニコ生放送）- （広瀬、福緒、水希）
- すみれと鈴蘭！トークの掟48（2017年3月3日、スマホでUSEN）- （巴、広瀬）
- 青木瑠璃子の声優アワード ナビゲーション！（2017年3月3日、超!A&G+）- （巴、広瀬、福緒、水希）
- 電波ラボラトリー（2017年5月25日、ニコニコ生放送）
- アイドルは嘘ついている!? with T（2018年8月24日） - （工藤、堤、春咲）
- 鷲崎健のヨルナイト×ヨルナイト（2018年9月、超!A&G+） - （巴+α、春咲（3日）、星希（10日）、旭（17日）、広瀬（24日））
- 81チャン 澁谷梓希のにじそん！for boys（2018年11月16日、TS PLAY by i-dol） - （堤、広瀬）
- 内田彩・飯田里穂のしゅわしゅわ八方美人（2018年11月23日、30日、ラジオ大阪） - （提、巴）
- 超!A&G+スペシャル「三上枝織の声優アワード イントロダクション#2」（2019年2月22日） - （堤、巴、広瀬、星希）

### 舞台
- あたしをくらえ。（team Bウィルス（ベジタリアン））（2018年10月17日 - 21日、新宿村LIVE） - 春咲、星希[33]

### CM
- A応P
  - 第1弾 - （2013年） - （小森、清水川、桜奈、巴、荻野、広瀬）
  - 第2弾 - （2014年） - （小森、清水川、桜奈、巴、荻野、広瀬）
  - なないろプロジェクト（2016年） - （荻野、水希、巴、福緒、桜奈、広瀬）
  - ラジオCM（2018年） -（巴）
- BitCash（2016年） - 荻野、桜奈、巴、広瀬、福緒、水希
- AT-X
  - （2016年 - 2017年3月24日） - 荻野、桜奈、巴、広瀬、福緒、水希
  - 引越編（2018年9月27日 - ） - 旭、工藤

### 雑誌・新聞
- 日経エンタテインメント!（2012年10月号 - 2013年10月号、2013年12月号 - 2014年9月号、2014年12月号）
- ちゃお（2016年6月号、11月号（付録DVD））
- 徳島新聞（ネット版）（2018年5月9日） - （堤）[34]

### WEB連載
- 日経トレンディネット
  - アニメ“勝手に”応援プロジェクト
  - A応P小森未彩の「たっぷり遊んで」【TGS 2013】
  - アニメ女子目線！　A応Pの「これが大好き！」【TGS 2013】
- 【A応P×あにめたす】
- SPICE A応Pアカウント
- A応P - ビットキャッシュ.info

### クラウドファンディング
- 美麗なクリアアートキューブのプロジェクト（2015年9月、CROSSクラウドファンディング　8,000円　目標金額：240,000円）
- A応P 2nd LIVE TOUR 2018を生中継したい！（2018年3月、FLASH!　目標：400,000pt）
- 「A応Pの｢新衣装をつくろう！｣新衣装お披露目会＆リターン商品お渡し会プロジェクト」（2018年11月、BOOSTER　レディース：86,400円　メンズ：129,600円　目標金額：3,000,000円　協力：AT-X、品川ビジネスクラブ、スペシャルコラボレーション：杉野学園 ドレスメーカー学院）

### その他
- AT-Xイメージガール（2013年）
- 「JAPACON」公式パートナー[35]
- SUGOI JAPAN Award 2016 公式サポーター
- 「A応P」 ＆ KONAMI 「BeatStream」 コラボレーション（2015年1月30日 - ）
- はなまるうどん×A応P“はなまるぴっぴ“キャンペーン（2016年2月10日 - 3月31日）[36]
- キャラアニ.comのビットキャッシュ・A応P勝手に応援プロジェクト
  - 2016年3月26日 - 6月30日[37]
  - 2016年8月13日 - 10月31日
- 星界神話×A応P×ビットキャッシュ キャンペーン（2016年7月5日 - 8月30日）[38]
- ビットキャッシュ「キャラクター総選挙2016」アンバサダー[39]
- うまびPEOPLE[40]
- あにツタ2016夏のアニメ・ボカロ・歌い手CDキャンペーン（2016年9月21日 - 10月10日）
- おそ松さん×サンテPCがコラボでサンテPCェー！（2016年10月、11月 ）
- SUGOI JAPAN Award2017公式サポーター
- 温泉むすめ（2017年） - （星希）

### ワンマンツアー
|                   | 聖地巡礼! 〜三大聖地を制覇せよ〜 （東名阪） | 1st LIVE TOUR 2017-2018 君氏の♡に潜入せよ! 6（東名阪+2都市）                                                                                      | 2nd LIVE TOUR 2018 アニメがなくちゃ戦えない （東名阪+5都市）                                                        | 3rd LIVE TOUR 2018-2019 ANIMETIC PLAYLIST えーおうぴーの こうげき！ （東名阪+3都市+1都市） |
| ----------------- | ------------------------------------------- | --- | --- | ------------------------------------------------------------------------------------------ |
| 北海道            | -                                           | ③ 2017年11月18日 | - | Ⓑ 2019年2月11日                                                                            |
| 北海道            | -                                           | 札幌 cube garden | - | 札幌 cube garden                                                                           |
| 宮城県            | -                                           | - | ② 2018年4月22日 | -                                                                                          |
| 宮城県            | -                                           | - | 仙台 HOOK | -                                                                                          |
| 新潟県            | -                                           | - | ① 2018年4月21日 | -                                                                                          |
| 新潟県            | -                                           | - | 柳都 SHOW!CASE!! | -                                                                                          |
| 東京都            | ① 2017年3月11日                             | ⑤ 2018年1月1日 | ⑧ 2018年6月3日 | ② 2018年11月17日                                                                           |
| 東京都            | 渋谷 WWW                                    | 渋谷 TSUTAYA O-EAST | 渋谷 CLUB QUATTRO                                                                                                   | 新宿BLAZE                                                                                  |
| 東京都            | ④ 2017年5月28日                             | - | - | ➆ 2019年1月13日                                                                            |
| 東京都            | 渋谷 WWW X                                  | - | - | 品川 ステラボール                                                                          |
| 埼玉県            | -                                           | - | - | ③ 2018年11月24日                                                                           |
| 埼玉県            | -                                           | - | - | 西川口 Hearts                                                                              |
| 愛知県            | ② 2017年4月16日                             | ① 2017年11月11日 | ④ 2018年5月19日 | ⑤ 2018年12月16日                                                                           |
| 愛知県            | 名古屋 SPADE BOX                            | 名古屋 RAD HALL | 名古屋 CLUB QUATTRO                                                                                                 | 名古屋 Electric LadyLand                                                                   |
| 大阪府            | ③ 2017年5月4日                              | ② 2017年11月12日 | ⑤ 2018年5月20日 | ① 2018年11月10日                                                                           |
| 大阪府            | 阿倍野 ROCK TOWN                            | 阿倍野 ROCK TOWN | 梅田 CLUB QUATTRO                                                                                                   | 江坂 ESAKA MUSE                                                                            |
| 岡山県            | -                                           | - | ⑥ 2018年5月26日 | ⑥ 2018年12月23日                                                                           |
| 岡山県            | -                                           | - | 岡山 IMAGE |                                                                                            |
| 広島県            | -                                           | - | ⑦ 2018年5月27日 | -                                                                                          |
| 広島県            | -                                           | - | 広島 CLUB QUATTRO                                                                                                   | -                                                                                          |
| 福岡県            | -                                           | ④ 2017年12月16日 | ③ 2017年4月28日 | ④ 2018年12月15日                                                                           |
| 福岡県            | -                                           | 福岡 DRUM SON | 福岡 DRUM SON | 福岡 BEAT STATION                                                                          |
| 出演者            | 巴、広瀬、福緒、水希                        | 巴、広瀬、福緒、水希 【サポートメンバー】 （愛知、大阪、東京）小嶋、堤 （北海道、福岡、東京）旭、星希 （東京）工藤、春咲 （休）河上 ※練習不足の為 | 旭、小嶋※1、提、巴、広瀬、福緒、星希 （東京）工藤、春咲 （休）水希 ※体調不良休養 ※1：体調不良休養中の水希の代役参加 | 巴、広瀬、旭、工藤、星希、春咲、堤 （休）水希 ※体調不良休養                                |
| 順                | 東京→愛知→大阪→東京                         | 愛知→大阪→北海道→福岡→東京 | 新潟→宮城→福岡→愛知→大阪→岡山→広島→東京                                                                             | 大阪→東京→埼玉→福岡→愛知→岡山→東京→北海道                                                  |
| 備考              | 東京以外は「おしゃべりA応P」も開催          | 東京以外は「おしゃべりA応P」も開催 | 東京 FINAL公演はFRESH!にて生中継された                                                                              | 北海道はボーナス公演                                                                       |
| 副題              |                                             | テレビ東京系アニメ「おそ松さん（第2期）」 オープニングテーマ「君氏危うくも近う寄れ」より                                                          | AT-X、UHFアニメ「Cutie Honey Universe」 オープニングテーマ「愛がなくちゃ戦えない」より                              |                                                                                            |
| 商品              | 2017年10月20日                              | 2018年7月31日 | |                                                                                            |
| 商品              | 東京 FINAL公演（Blu-ray）                   | 東京 FINAL公演（Blu-ray） | |                                                                                            |
| 商品              | -                                           | 2018年10月26日 | |                                                                                            |
| 商品              | -                                           | 東京 FINAL公演＜音声のみFLA数量限定CPセット＞（M∞Card）                                                                                           | |                                                                                            |
| 鑑賞会 （上映会） | ① 2017年9月18日                             | ① 2018年9月16日 | |                                                                                            |
| 鑑賞会 （上映会） | 大阪・浪速 Joshin ディスクピア日本橋店      | | |                                                                                            |
| 鑑賞会 （上映会） | ② 2017年9月28日                             | | |                                                                                            |
| 鑑賞会 （上映会） | 東京・渋谷 HMV&BOOKS TOKYO                  | | |                                                                                            |
| 鑑賞会 （上映会） | ③ 2017年10月1日                             | | |                                                                                            |
| 鑑賞会 （上映会） | 東京・新宿 HMVルミネエスト新宿              | | |                                                                                            |